# 新太乡
新太乡，是中华人民共和国四川省达州市开江县曾经下辖的一个乡。2019年12月，撤销新太乡，将其所属行政区域划归永兴镇管辖。

## 行政区划
新太乡撤销前下辖以下地区：
新太社区、开源村、观音桥村、翰林村、天成罐村和龙形山村。